# Altwasser Goldscheuer
Das Natur- und Landschaftsschutzgebiet Altwasser Goldscheuer liegt auf dem Gebiet der Stadt Kehl im Ortenaukreis in Baden-Württemberg. 

## Lage
Das Gebiet liegt nordwestlich des Stadtteils Goldscheuer und gehört zum Naturraum Offenburger Rheinebene. Es gehört zum Vogelschutzgebiet Rheinniederung Nonnenweier – Kehl.

## Schutzzweck
Wesentlicher Schutzzweck des Naturschutzgebietes ist laut Schutzgebietsverordnung „die Erhaltung des Altrheinarmes und der angrenzenden Flächen als Lebensraum zahlreicher seltener, zum Teil vom Aussterben bedrohter Tier - und Pflanzenarten in für die Rheinaue typischen Lebensgemeinschaften und naturhafter Landschaftsteil von besonderer Eigenart und Schönheit.“
Das Landschaftsschutzgebiet dient dazu, das Naturschutzgebiet vor Beeinträchtigungen zu bewahren und so den Schutzzweck des Naturschutzgebiets zu sichern.